# Font d'Espona Maior
La Font d'Espona Maior és una font del terme municipal de la Torre de Cabdella, del Pallars Jussà, en el seu terme primigeni, dins del territori del poble d'Espui. Està situada a 1.213 m d'altitud, al costat de ponent de la carretera L-503 200 metres al sud de la fita quilomètrica núm. 17.